# Rhodesia alboviridata
Rhodesia alboviridata är en fjärilsart som beskrevs av Saalmüller 1880. Rhodesia alboviridata ingår i släktet Rhodesia och familjen mätare. Inga underarter finns listade.